# Volcians

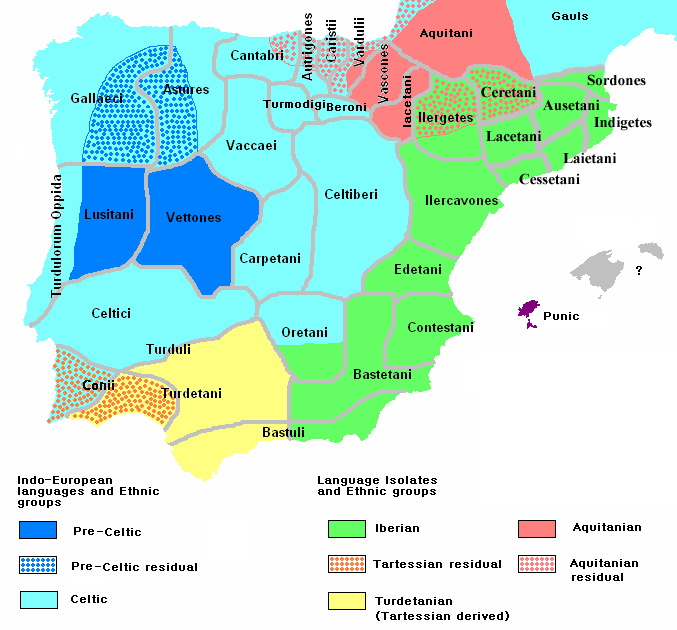
La péninsule ibérique vers 200 av. J.-C.

Les Volcians (latinisé en Volciani) étaient un peuple celte de la péninsule Ibérique. Ils sont mentionnés par Tite-Live dans son Histoire romaine (Livre XXI) et localisés au nord de l’Èbre.

## Protohistoire
« Les ambassadeurs, en quittant Carthage, passèrent en Espagne, d'après l'ordre qu'ils avaient reçu de parcourir cette contrée, pour lui faire embrasser notre parti, ou la détacher de celui des Carthaginois. Ils s'arrêtèrent chez les Bargusiens, qui leur firent un favorable accueil, parce que la domination carthaginoise leur était devenue insupportable. Plusieurs peuples au-delà de l'Hèbre furent tentés par l'espoir d'une fortune nouvelle. Arrivée ensuite chez les Volcians, l'ambassade reçut une réponse qui, répandue bientôt dans toute l'Espagne, détourna les autres peuples d'une alliance avec Rome. »
— Tite-Live, Histoire romaine, Livre XXI, 19.
Ils seraient issus des Volques Arécomiques, installés dans l’actuelle région du Languedoc-Roussillon et auraient migré au IIIe siècle av. J.-C.

## Sources
- Venceslas Kruta, Les Celtes, Histoire et Dictionnaire, Éditions Robert Laffont, coll. « Bouquins », Paris, 2000,  (ISBN 2-7028-6261-6).
- John Haywood (intr. Barry Cunliffe, trad. Colette Stévanovitch), Atlas historique des Celtes, éditions Autrement, Paris, 2002,  (ISBN 2-7467-0187-1).
- Consulter aussi la bibliographie sur les Celtes et la bibliographie de la mythologie celtique.